# Гримучникові
Ямкоголо́ві, або гриму́чникові (Crotalinae) — підродина отруйних змій.
Головною ознакою гримучих змій є глибокі термочутливі (чутливі до інфрачервоного випромінювання) западини з обох боків голови між ніздрями і очима, які не з'єднані ні з носом, ні з очима. Голова яйцеподібна або тупа, трикутна, ззаду розширена, чітко відділяється від шиї; ніздрі розташовані по боках морди; середніх розмірів очі мають зіниці у формі вертикальної щілини. Голова часто не цілком вкрита щитками; луска на решті тіла в основному схожа на луску аспідових гадюк.

## Поширення
Гримучі змії найпоширеніші на сході; у північній частині Євразії трапляється лише декілька видів, але на обох американських материках їх дуже багато, особливо у Північній Америці. Гримучих змій — 8 родів. США і Мексику називають «царством гримучих змій». У США — 15 видів роду Crotalus, з них лише 3 види не поширені в Мексиці, інші живуть і там і там (1 вид — зелена гримуча змія, проникає і на південний захід Канади). У Мексиці — 24 види гримучих змій. В Південній Америці — лише одна каскавела.

## Спосіб життя
Спосіб життя гримучих змій мало відрізняється від життя гадюк. Вони так само є нічними тваринами і цілий день сплять у норі або перед нею, щоб погрітися на сонечку, але все-таки вони здаються менш ледачими ніж гадюки. Деякі види лазять; інші, зелене забарвлення яких свідчить про те, що вони деревні тварини, проводять все життя серед гілок високих або нижчих рослин; треті плавають, майже так само майстерно, як справжні вужі, і переслідують головним чином риб, але більшість живе на землі та полює на різноманітних маленьких ссавців та птахів. Розмноження у них також схоже на розмноження гадюк, вони так довго виношують яйця, що дитинчата розвивають яєчну шкаралупу негайно ж після кладки.

## Роди
- Agkistrodon
- Atropoides
- Bothriechis
- Bothriopsis
- Bothrocophias
- Bothropoides
- Bothrops
- Calloselasma
- Cerrophidion
- Crotalus
- Deinagkistrodon
- Garthius
- Gloydius
- Hypnale
- Lachesis
- Ophryacus
- Ovophis
- Porthidium
- Protobothrops
- Rhinocerophis
- Sistrurus
- Trimeresurus
- Tropidolaemus